# Pere Reus Bordoy
Pere Antoni Reus Bordoy (Felanich, Baleares, 1 de mayo de 1896 - Palma de Mallorca, 28 de julio de 1938) fue un juez y político de español. 

## Biografía
Licenciado en Derecho por la Universidad Central de Madrid, fue nombrado juez de paz de su localidad natal en 1931. Desde 1933 hasta su ejecución dirigió la publicación El Felanigense, que pasó a llamarse El Felanitx y publicarse en catalán, en esa etapa propiedad de la Associació per la Cultura de Mallorca. Republicano, fue cofundador de Esquerra Republicana Balear. 
Con el golpe de Estado de julio de 1936 que dio lugar a la guerra civil fue detenido por los militares sublevados en Porto Colom una semana después del golpe por un grupo de falangistas y llevado a la prisión de Manacor, aunque quedó en libertad en septiembre. Sin embargo, al regreso a su localidad natal, hubo una manifestación en la misma organizada por sacerdotes y falangistas exigiendo que fueran ajusticiados todos aquellos que habían sido puestos en libertad. Por miedo a que fuera asesinado, el alcalde de la localidad lo trasladó a la prisión de los capuchinos en Palma, quedando de nuevo preso. Fue sometido a un consejo de guerra sumarísimo y condenado a muerte por haber ayudado a los carabineros de Felanich en su lucha contra los sublevados y a la huida del alcalde, Pere Oliver, siendo ejecutado en el cementerio de Palma junto a sus compañeros de celda Jaume Mas y Salvador Riera, a pesar de que le había sido concedido el indulto. Su esposa, Purificación Manzanares, fue juzgada, meses antes que ejecutasen a su esposo, por "adhesión a la rebelión" y condenada a treinta años de prisión, pena que le fue posteriormente conmutada.